# Téterchen
Téterchen (fràncic lorenès Téterchen) és un municipi francès situat al departament del Mosel·la i a la regió del Gran Est. L'any 2007 tenia 679 habitants.

## Demografia

### Població
El 2007 la població de fet de Téterchen era de 679 persones. Hi havia 284 famílies, de les quals 61 eren unipersonals (26 homes vivint sols i 35 dones vivint soles), 127 parelles sense fills, 92 parelles amb fills i 4 famílies monoparentals amb fills.
La població ha evolucionat segons el següent gràfic:
Habitants censats

### Habitatges
El 2007 hi havia 298 habitatges, 283 eren l'habitatge principal de la família i 15 estaven desocupats. 242 eren cases i 56 eren apartaments. Dels 283 habitatges principals, 225 estaven ocupats pels seus propietaris, 50 estaven llogats i ocupats pels llogaters i 8 estaven cedits a títol gratuït; 1 tenia una cambra, 3 en tenien dues, 36 en tenien tres, 45 en tenien quatre i 198 en tenien cinc o més. 247 habitatges disposaven pel capbaix d'una plaça de pàrquing. A 113 habitatges hi havia un automòbil i a 139 n'hi havia dos o més.

### Piràmide de població
La piràmide de població per edats i sexe el 2009 era:
| Homes | Edats   | Dones |
| ----- | ------- | ----- |
| 0     | 95 o +  | 0     |
| 0     | 90 a 94 | 0     |
| 0     | 85 a 89 | 4     |
| 0     | 80 a 84 | 8     |
| 8     | 75 a 79 | 24    |
| 12    | 70 a 74 | 12    |
| 24    | 65 a 69 | 12    |
| 12    | 60 a 64 | 24    |
| 16    | 55 a 59 | 16    |
| 28    | 50 a 54 | 24    |
| 32    | 45 a 49 | 32    |
| 24    | 40 a 44 | 20    |
| 24    | 35 a 39 | 32    |
| 20    | 30 a 34 | 12    |
| 12    | 25 a 29 | 12    |
| 32    | 20 a 24 | 32    |
| 32    | 15 a 19 | 40    |
| 4     | 10 a 14 | 32    |
| 12    | 5 a 9   | 8     |
| 12    | 0 a 4   | 12    |

## Economia
El 2007 la població en edat de treballar era de 479 persones, 347 eren actives i 132 eren inactives. De les 347 persones actives 309 estaven ocupades (184 homes i 125 dones) i 38 estaven aturades (13 homes i 25 dones). De les 132 persones inactives 39 estaven jubilades, 34 estaven estudiant i 59 estaven classificades com a «altres inactius».

### Ingressos
El 2009 a Téterchen hi havia 293 unitats fiscals que integraven 707 persones, la mediana anual d'ingressos fiscals per persona era de 17.662 €.

### Activitats econòmiques
Dels 19 establiments que hi havia el 2007, 2 eren d'empreses extractives, 1 d'una empresa de fabricació d'altres productes industrials, 5 d'empreses de construcció, 5 d'empreses de comerç i reparació d'automòbils, 1 d'una empresa de transport, 2 d'empreses immobiliàries i 3 d'empreses classificades com a «altres activitats de serveis».
Dels 8 establiments de servei als particulars que hi havia el 2009, 1 era una oficina de correu, 3 paletes, 1 empresa de construcció, 1 perruqueria i 2 salons de bellesa.
L'únic establiment comercial que hi havia el 2009 era una fleca.
L'any 2000 a Téterchen hi havia 9 explotacions agrícoles.

## Equipaments sanitaris i escolars
El 2009 hi havia una escola elemental.

## Poblacions més properes
El següent diagrama mostra les poblacions més properes.